# دائرة برج الأمير خالد
دائرة برج الأمير خالد إحدى دوائر ولاية عين الدفلى الجزائرية . عاصمتها هي برج الأمير خالد وتضم بلديات : 
- برج الأمير خالد
- بئر أولاد خليفة
- طارق بن زياد